# Женщины в вооружённых силах

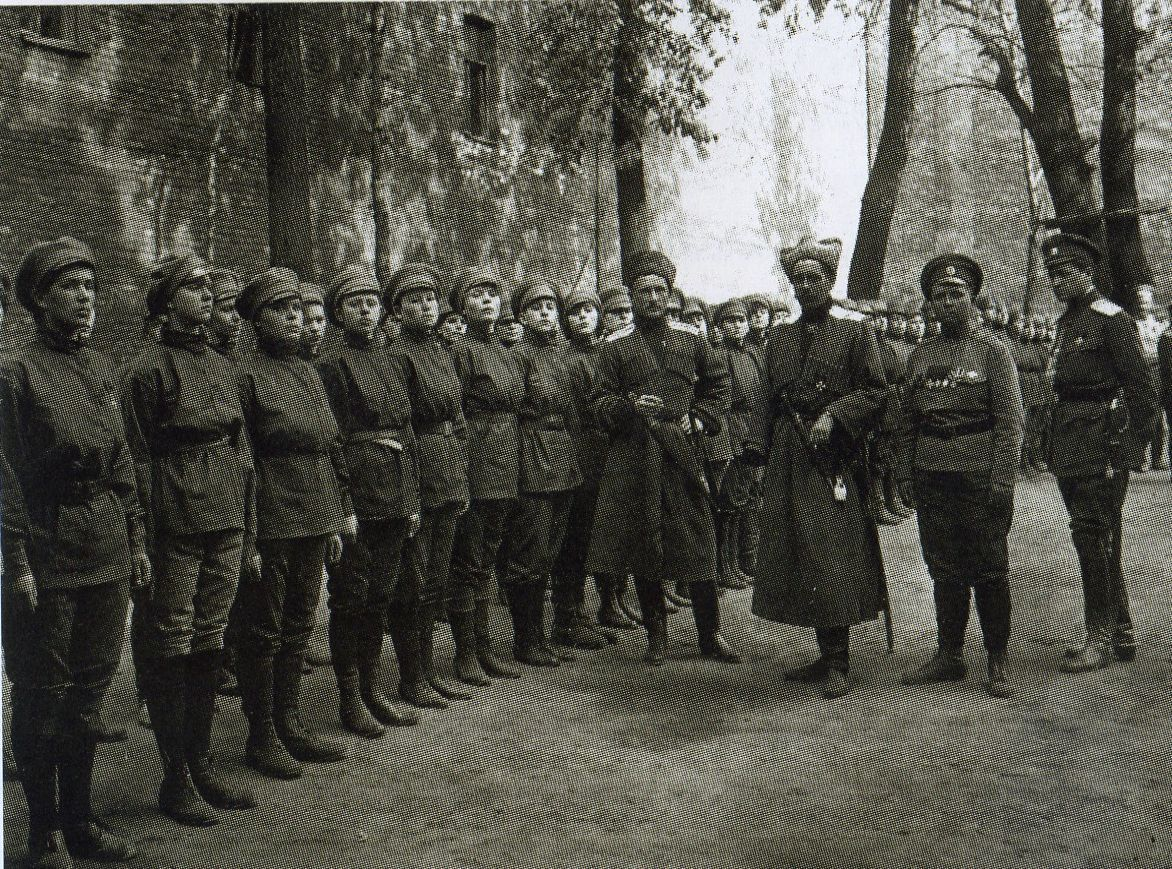
Командующий Петроградским военным округом генерал П. А. Половцов проводит смотр 1-го Петроградского женского батальона смерти, лето 1917 года.

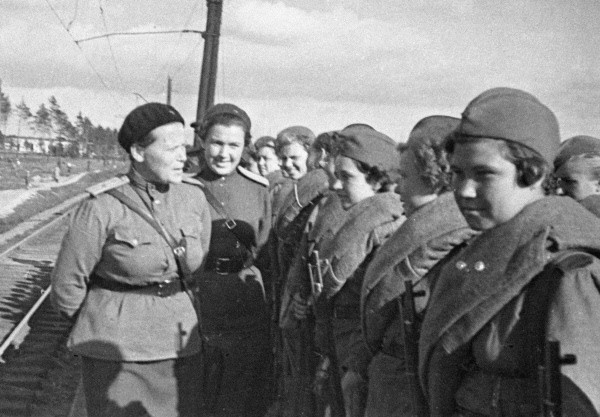
Начальник политотдела Центральной женской школы снайперской подготовки майор Е. Н. Никифорова беседует с девушками-снайперами, уезжающими на фронт, 1 апреля 1943 года.

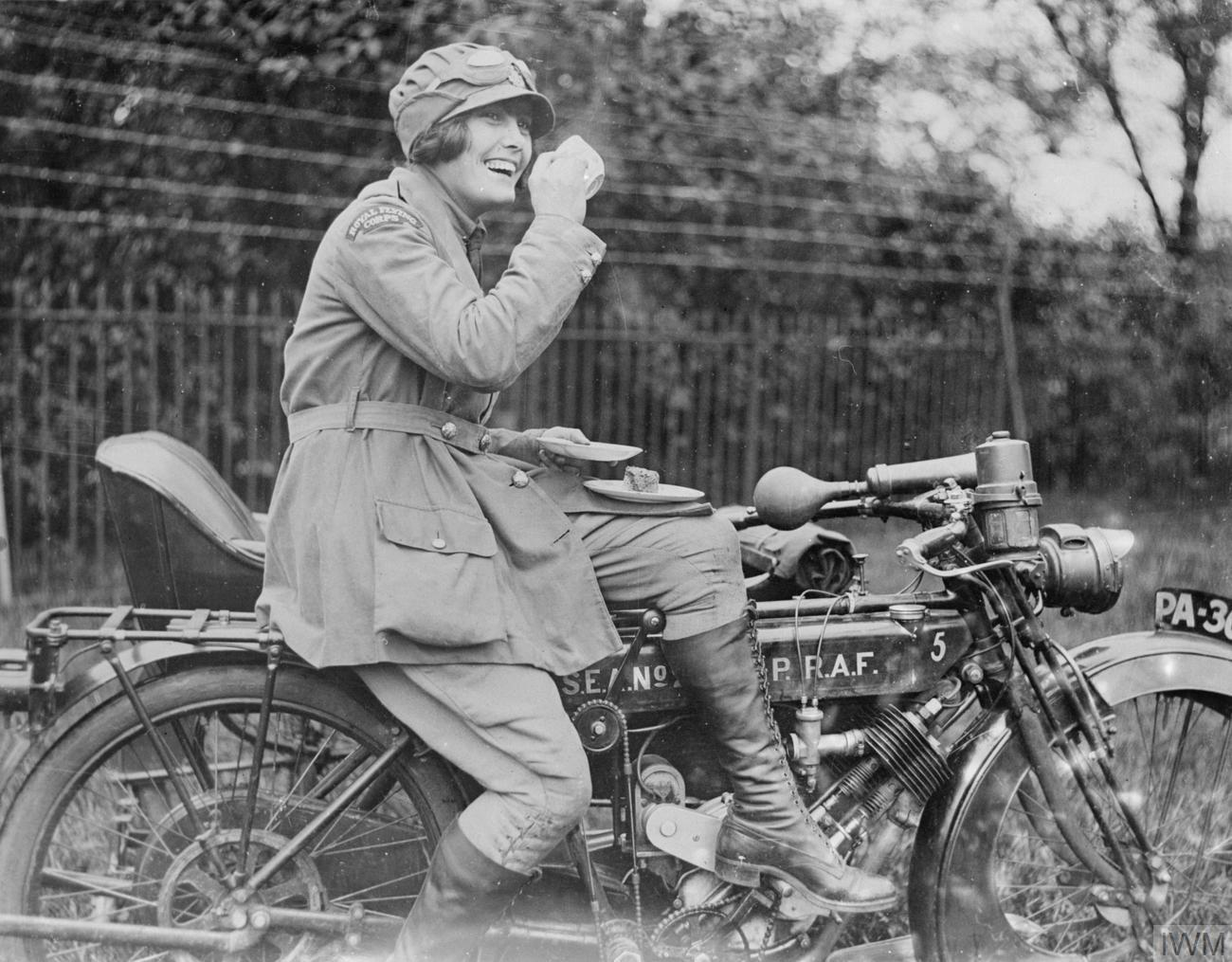
Мотоциклистка-курьер Женских королевских военно-воздушных сил Великобритании, 1918 год.

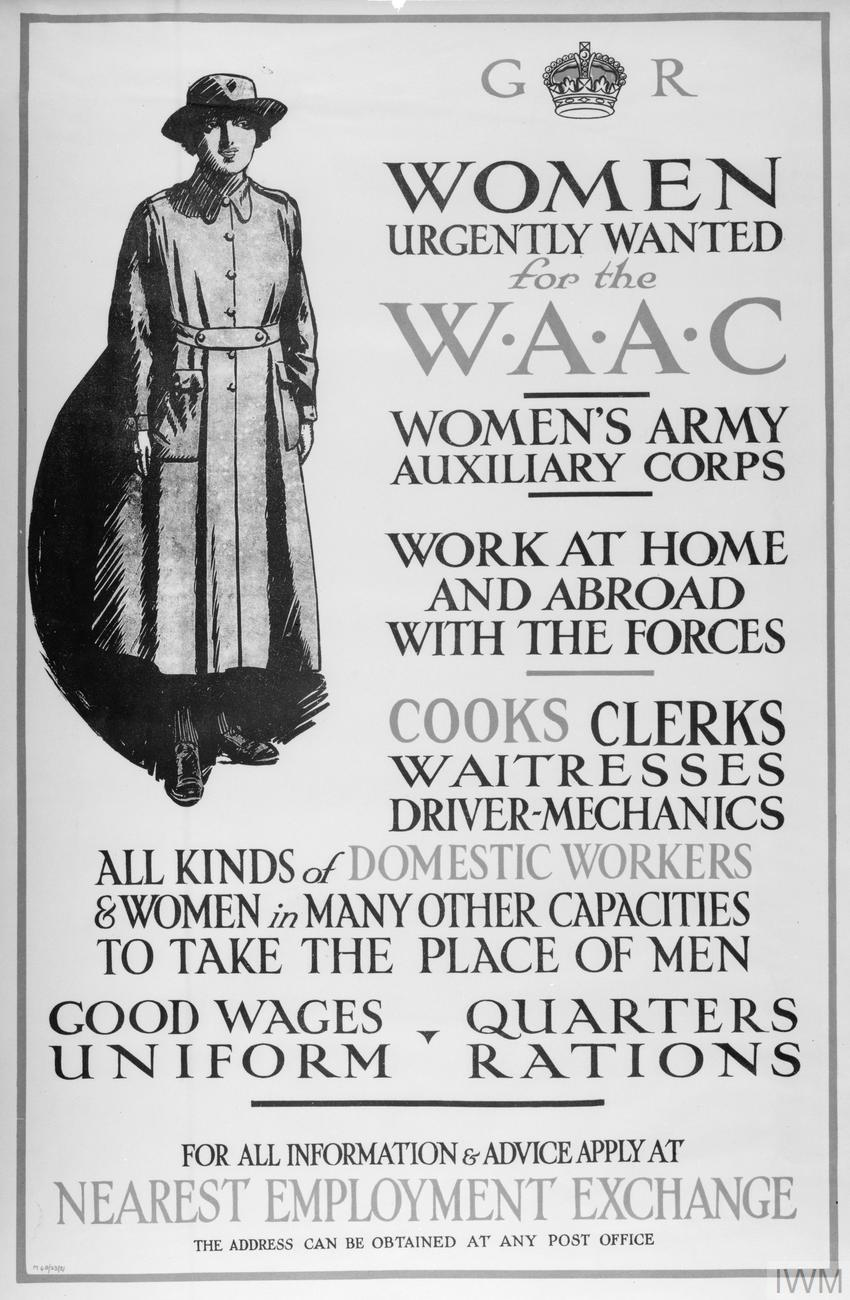
Плакат, призывающий поступать на службу в Армейский вспомогательный корпус королевы Марии

Женщины в Вооружённых силах — служба (военнослужащие) и работа (гражданские работники) женщин в вооружённых силах государств мира.
Военное дело традиционно считается мужским. Но во многих государствах женщины привлекаются для службы в вооружённых силах  в качестве медицинских сестёр, санитарок, телефонистов, секретарей, делопроизводителей и так далее. Участие женщин в войне имеет достаточно давнюю традицию, а с распространением идей гендерного равенства, с начала 1970-х годов, в вооружённых силах стран Запада стало появляться все больше женщин-военнослужащих. В некоторых государствах, где в настоящее время существует воинская обязанность, призыву подлежат и девушки.

## История
Первые сведения о женщинах-воительницах, отраженные в исторической литературе, связаны с мифом об амазонках. Древнегреческий философ Платон писал: «...по своей природе, как женщина, так и мужчина могут принимать участие во всех делах — значит, для охраны государства и у мужчины, и у женщины одинаковые природные задатки — значит, для подобных мужчин надо и жен выбирать таких, чтобы они жили вместе и вместе стояли на страже государства». У сарматов все девушки ходили с мечом на поясе, ездили на коне не хуже мужчин и были обязаны участвовать в боевых действиях, поскольку «они не могли выходить замуж до тех пор, пока не убьют в бою врага». Тацит описывал войско кельтов, противостоящее римлянам, в составе которого было много женщин. Это настолько потрясло римских воинов, что они, впервые встретившись с женщинами в бою, «словно окаменев, подставляли свои неподвижные тела под сыплющиеся на них удары». В средневековой Японии были онна-бугэйся — женщины, принадлежавшие к сословию самураев в феодальной и обучившиеся навыкам владения оружием.

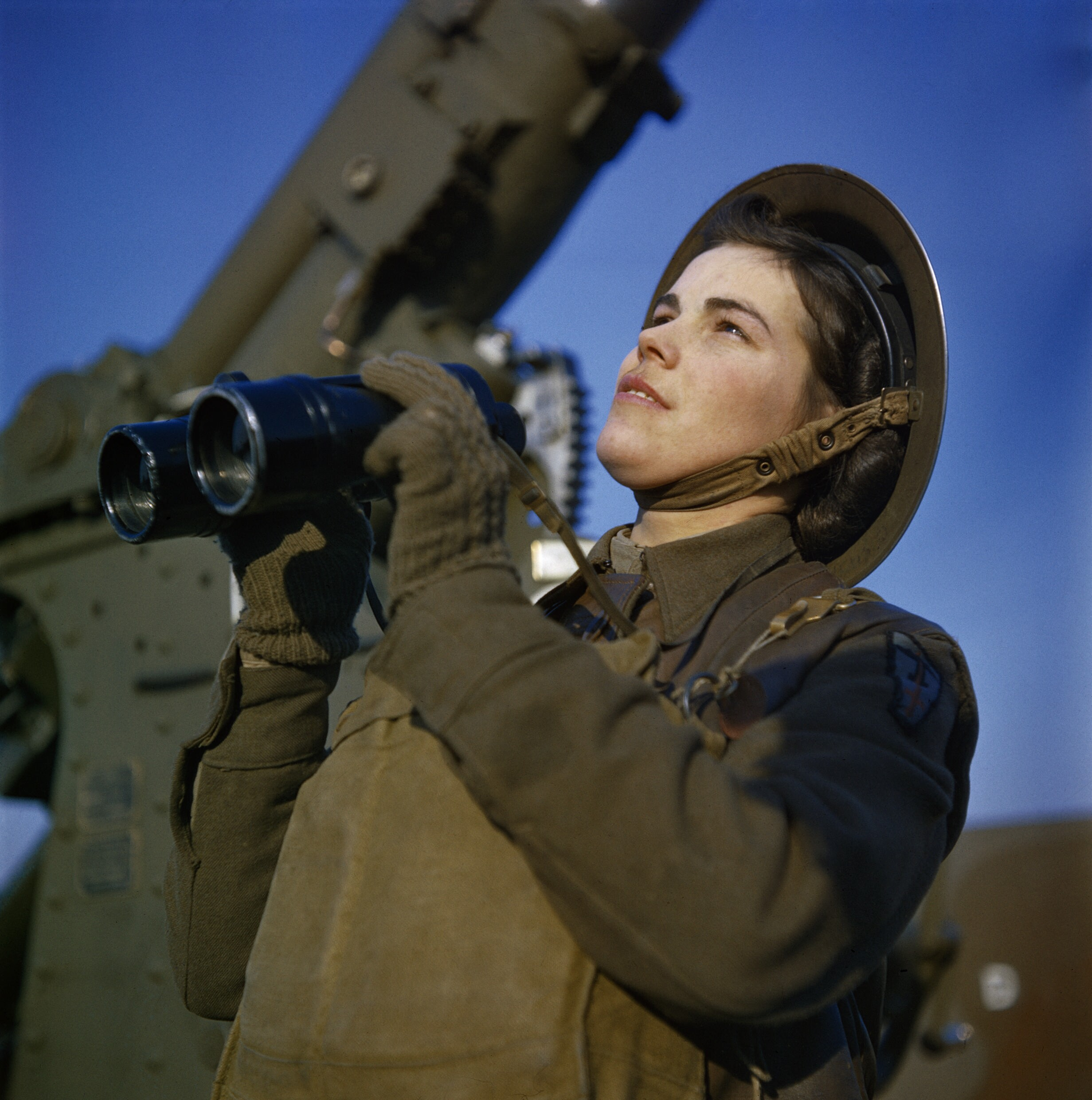
Наблюдательница из британского Женского вспомогательного территориального корпуса на зенитной батарее, декабрь 1942 года

Впервые в мире женщин наравне с мужчинами стали принимать на службу в вооружённые силы в Канаде в 1895 году. 
Во время Первой мировой войны в Великобритании в 1917-1919 годах были сформированы Женские королевские военно-воздушные силы Великобритании, Женская вспомогательная служба ВМС и Армейский вспомогательный корпус королевы Марии. В России после Февральской революции 1917 года, когда началось разложение армии, были созданы женские батальоны смерти, чтобы поднять патриотический настрой в армии и устыдить солдат-мужчин, отказывавшихся воевать.
Во время Второй мировой войны привлечение женщин на военную службу стало массовым. СССР был единственной страной, где женщины массово принимали непосредственное участие в боевых действиях, в советских вооруженных силах во время войны служило свыше 800 тыс. женщин, но также до 225 тыс. женщин насчитывалось в вооруженных силах Великобритании, 450-500 тыс. — в вооруженных силах США, около 500 тыс. — в вооруженных силах нацистской Германии. 16 американских женщин, служивших в Женской службе сухопутных войск, были награждены  медалью «Пурпурное сердце» за ранения, полученные в ходе военных действий, 27 американских женщин были награждены «Бронзовой звездой» за непосредственное участие в боевых действиях. 
В США с 1976 года женщинам было разрешено поступать в высшие военные учебные заведения. После первого выпуска женщин в Вест-Пойнте в 1980 году к началу 2000 года уже более 2 тыс. женщин окончили это военное училище. В 1986 году женщины были допущены в состав боевых расчетов межконтинентальных баллистических ракет «Минитмен» и МХ. Свыше 11,2 тыс. американских женщин-военнослужащих участвовали в миротворческих операциях и 37 тыс. — в операции «Буря в пустыне» в 1991 году. 
В 1988 году в США было принято правило, согласно которому женщины не могли служить в подразделениях, находящихся в зоне особого риска. Но уже в 1994 году оно было отменено, хотя женщинам все равно запрещалось служить в подразделениях, которые могут вступить в непосредственный бой с противником на земле. Однако эта норма лишь частично защищала женщин-военнослужащих от гибели и ранений. Одним из самых известных примеров этого является Тэмми Дакворт. В 2004 году вертолет, который она пилотировала, был сбит в Ираке. Она лишилась в результате этого обеих ног, а затем сумела добиться восстановления на службе. В итоге в 2015 году это правило было отменено, и в 2017 году женщина впервые стала армейским рейнджером; в 2018 году — приняла командование над взводом морских пехотинцев; в 2020 годe женщина впервые получила зеленый берет сил специального назначения Армии США, в 2021 году женщина впервые прошла курс отбора в силы специального назначения флота (SEAL).

## Современность

### Государства блока NATO
Государства-члены НАТО с точки зрения численности женщин в вооруженных силах можно разделить на четыре основные группы. К группе стран с наивысшей абсолютной численностью женщин относятся США, Франция и Великобритания. Во вторую группу входят Канада, Испания, Греция и Германия, где численность женщин в вооруженных силах колеблется от 5 тыс. до 6 тыс. чел. Особое место в этой группе занимает Канада, которая имеет высокую долю женщин в вооруженных силах при относительно невысокой их абсолютной численности. Особенностью третьей группы стран, в которую входят Нидерланды, Бельгия, Венгрия и Португалия, является относительно невысокая общая численность женщин-военнослужащих при высокой их доле в вооруженных силах. Последнюю группу образуют страны, характеризующиеся невысокой общей численностью женщин-военнослужащих (Чехия, Норвегия, Турция, Дания, Польша, Люксембург) и столь же невысокой их долей в вооруженных силах.
В Норвегии с 2015 года была введена воинская обязанность для женщин. В Швеции призыв в вооруженные силы отменили в 2010 году, но вновь ввели в 2018 году, и он теперь распространяется как на мужчин, так и на женщин. В 2015 году в Дании также было предусмотрено, что девушки, которым исполнится 18 лет, могут быть призваны по жребию начиная с января 2026 года, если вооруженные силы не наберут необходимого числа добровольцев.

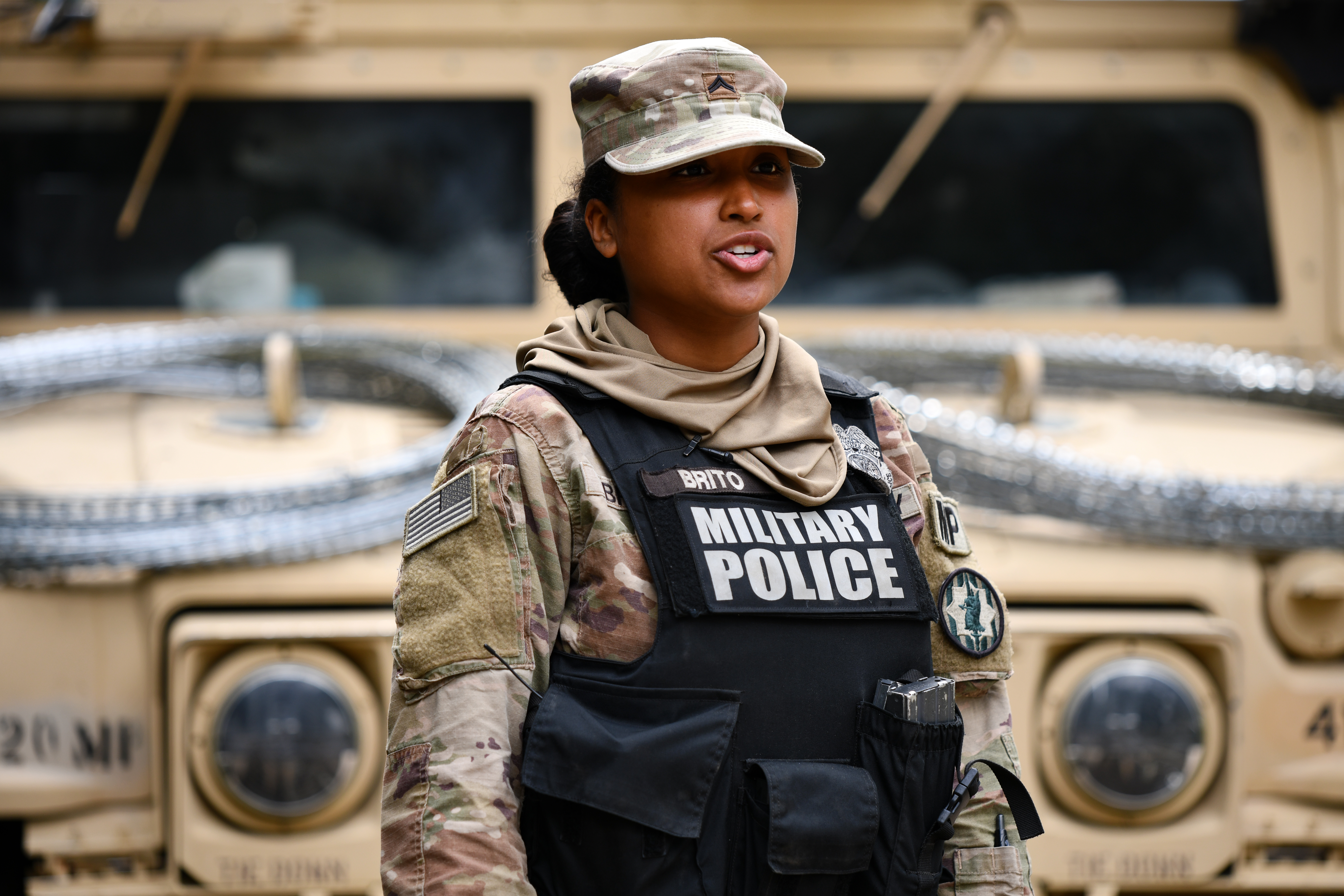
Военнослужащая Корпуса военной полиции Армии США у автомобиля HMMWV на учениях в Польше, 2020 год.
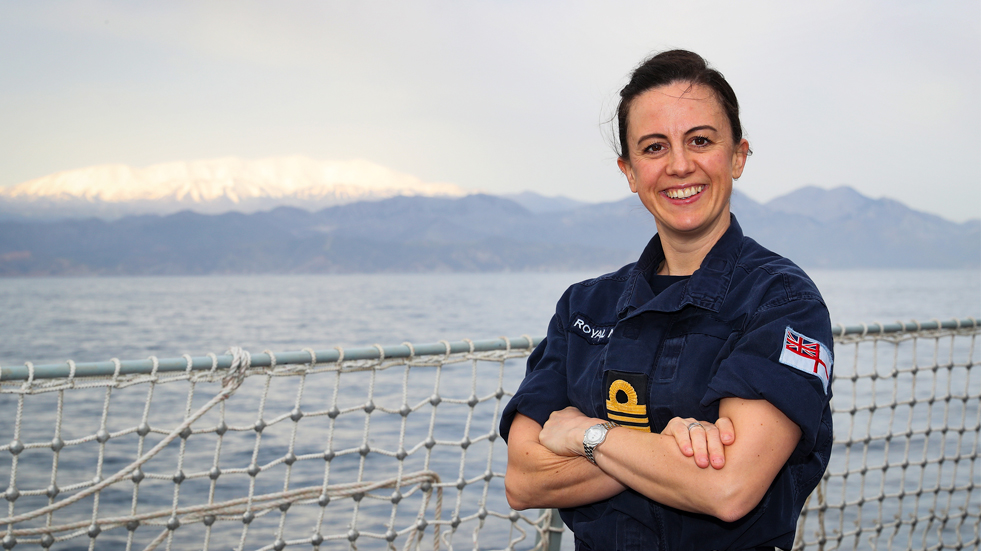
Офицер логистики Королевского военно-морского флота Великобритании
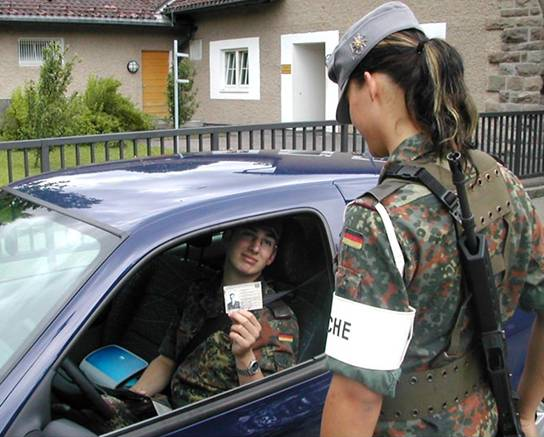
Военнослужащая бундесвера проверяет документы
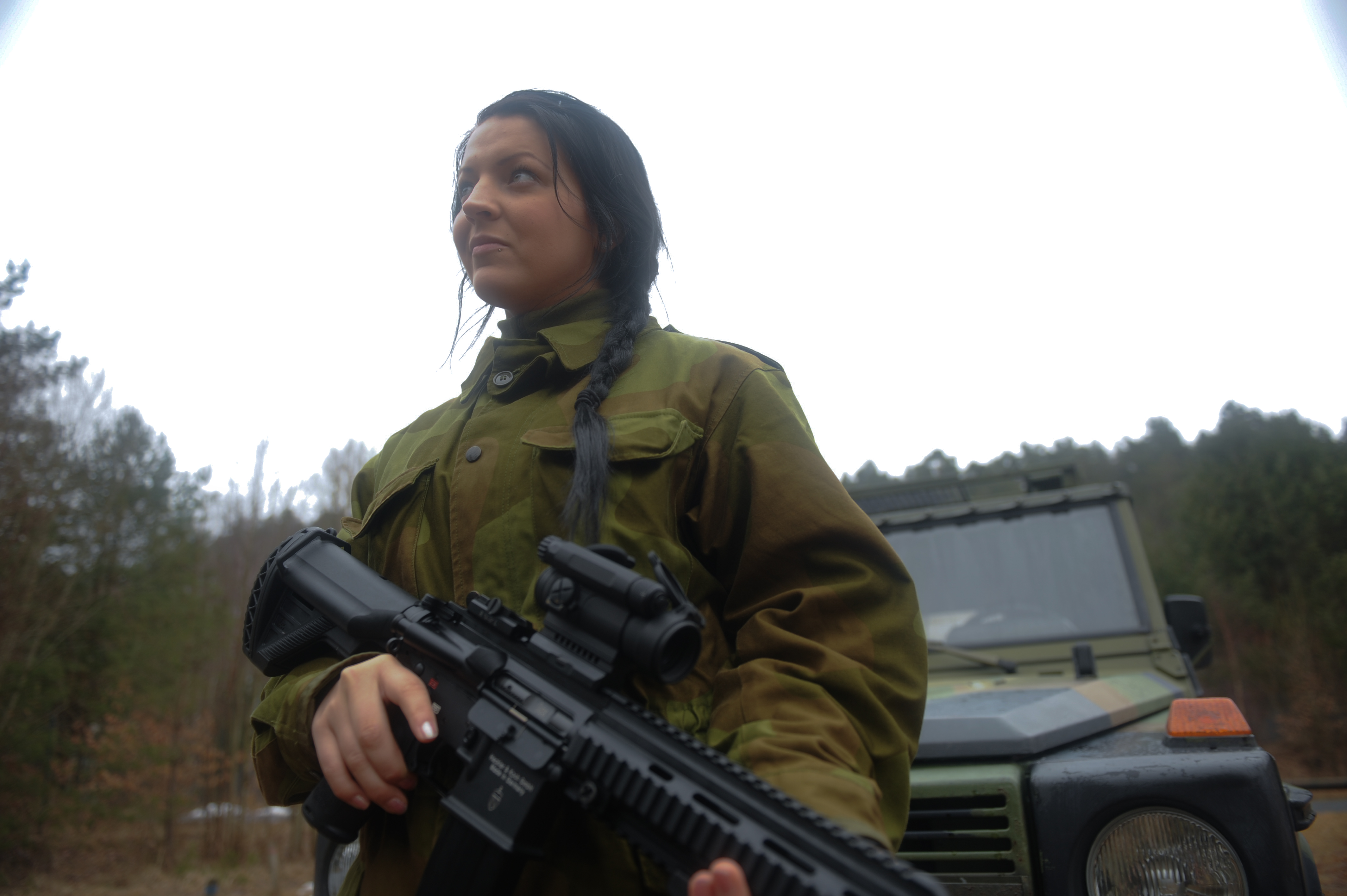
Военнослужащая ВС Норвегии с автоматом HK416

### Россия
С 2000 года по 2010 год численность женщин в российских вооруженных силах увеличилась почти вдвое — с 50 тыс. до 95 тыс. В 2009 году доля женщин в ВС России составила 7 % — 77,5 тыс. человек. В 2009 году 28 % из них проходили службу в медицинских учреждениях, 22,3 % были связистами, 16,5 % служили в штабах и около 25,2 % — в войсковом хозяйстве. На март 2021 года в Вооруженных силах России было около 40 000 военнослужащих-женщин (более 30 000 женщин служили по контракту солдатами и сержантами, около 7000 — прапорщиками и мичманами), еще около 270 000 женщин были гражданскими работниками вооруженных сил. Женщины-офицеры проходят службу в основном по медицинским специальностям, также они служат в войсках связи, финансовом секторе, в качестве военных переводчиков. Прапорщики-женщины в основном служат на должностях войскового хозяйства, штабных, медицинских, связи, финансовой службы, ремонта и хранения вооружения. Женщины-сержанты и солдаты, как правило, занимают должности радиотелефонистов, телефонистов, делопроизводителей. Женщин, проходящих службу, могут привлекать для несения боевого дежурства, либо участия в учениях, однако караульная, гарнизонная и внутренняя служба для них запрещена. Предельный возраст пребывания на военной службе для женщины в ВС РФ — 45 лет.

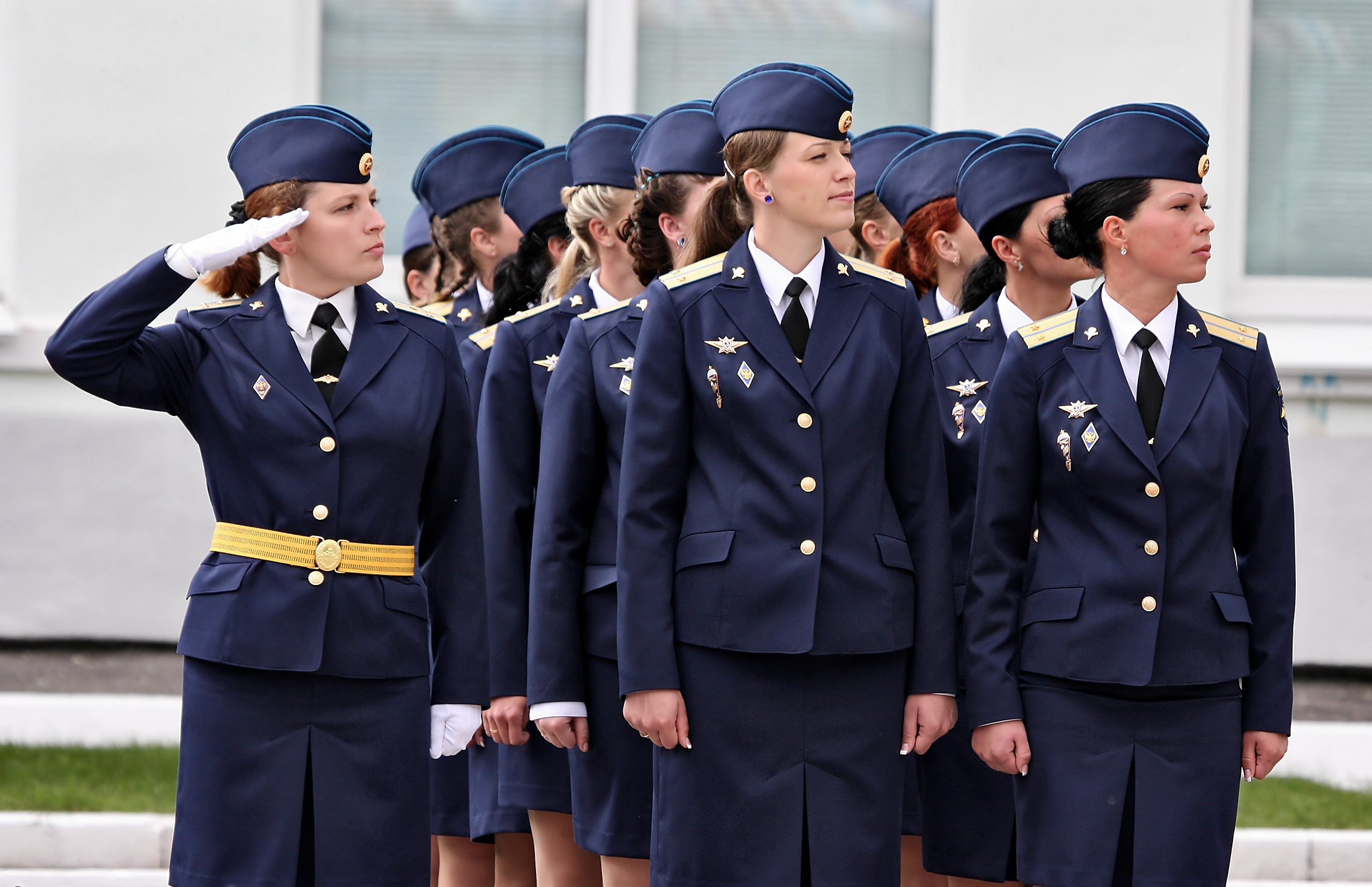
Построение личного состава в колонну по два, выпуск первого набора военнослужащих-женщин (лейтенантов) РВВДКУ, 2013 год.
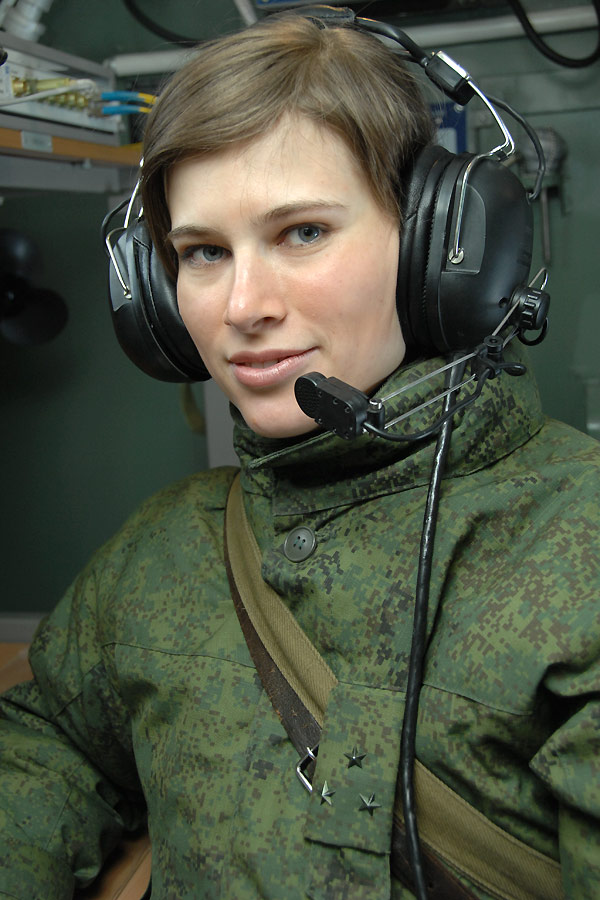
Старший лейтенант войск связи ВС России, 2012 год.
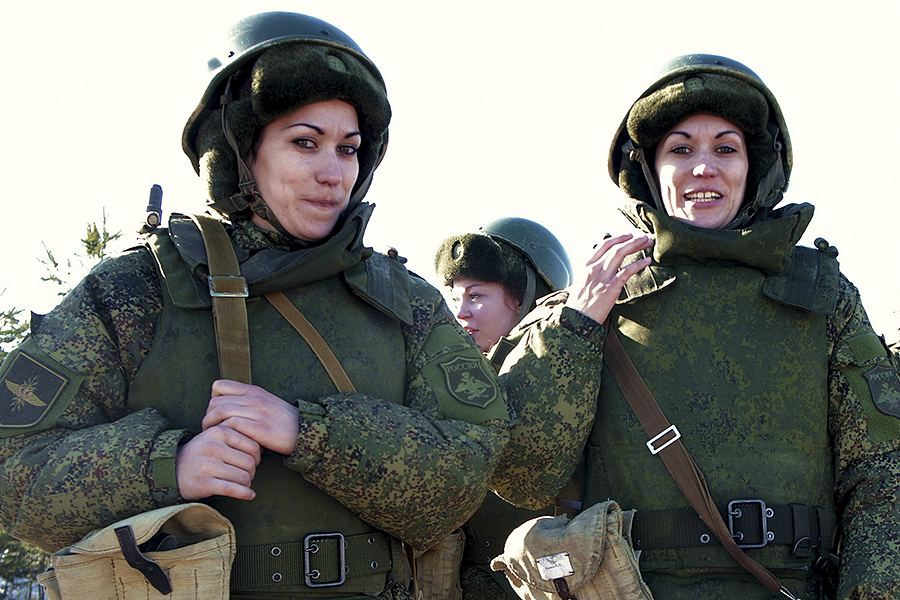
Военнослужащие Западного военного округа, 5 марта 2015 года.

### Украина
Женщины стали поступать на службу в ВСУ с 1993 года. В 2013 году они составляли почти 25% всех военнослужащих ВСУ. В 2025 году ВСУ служили около 14,5 тыс. женщин-военнослужащих (почти 2 тысячи из них —- офицеры), кроме того было 30,5 тысяч женщин-гражданских работников вооруженных сил.

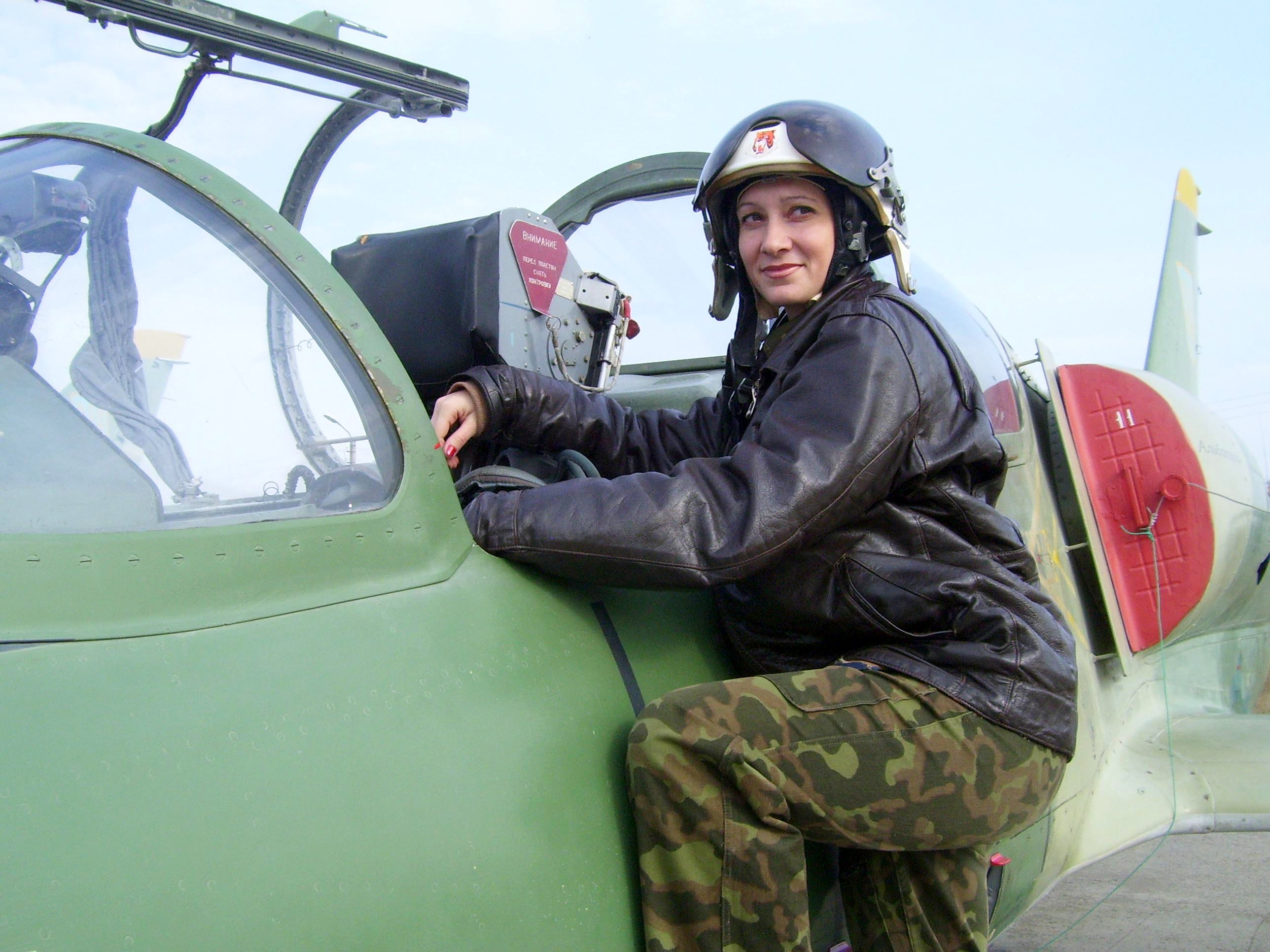
Женщина-летчик ВВС Украины, 2009 год.

### Израиль
В Израиле воинская обязанность для женщин действует с 1949 года. Женщины служат в ЦАХАЛ по призыву два года, в то время как мужчины — три. Женщины заняты в широком спектре специализаций, от службы связи и технического обслуживания до парашютных работ, обучения и административной работы. Некоторые женщины, особенно те, кто остается на сверхсрочную службу, получают офицерские звания. Из общего числа израильских военнослужащих, которое составляет около 160 000, женщины составляют примерно 35%.

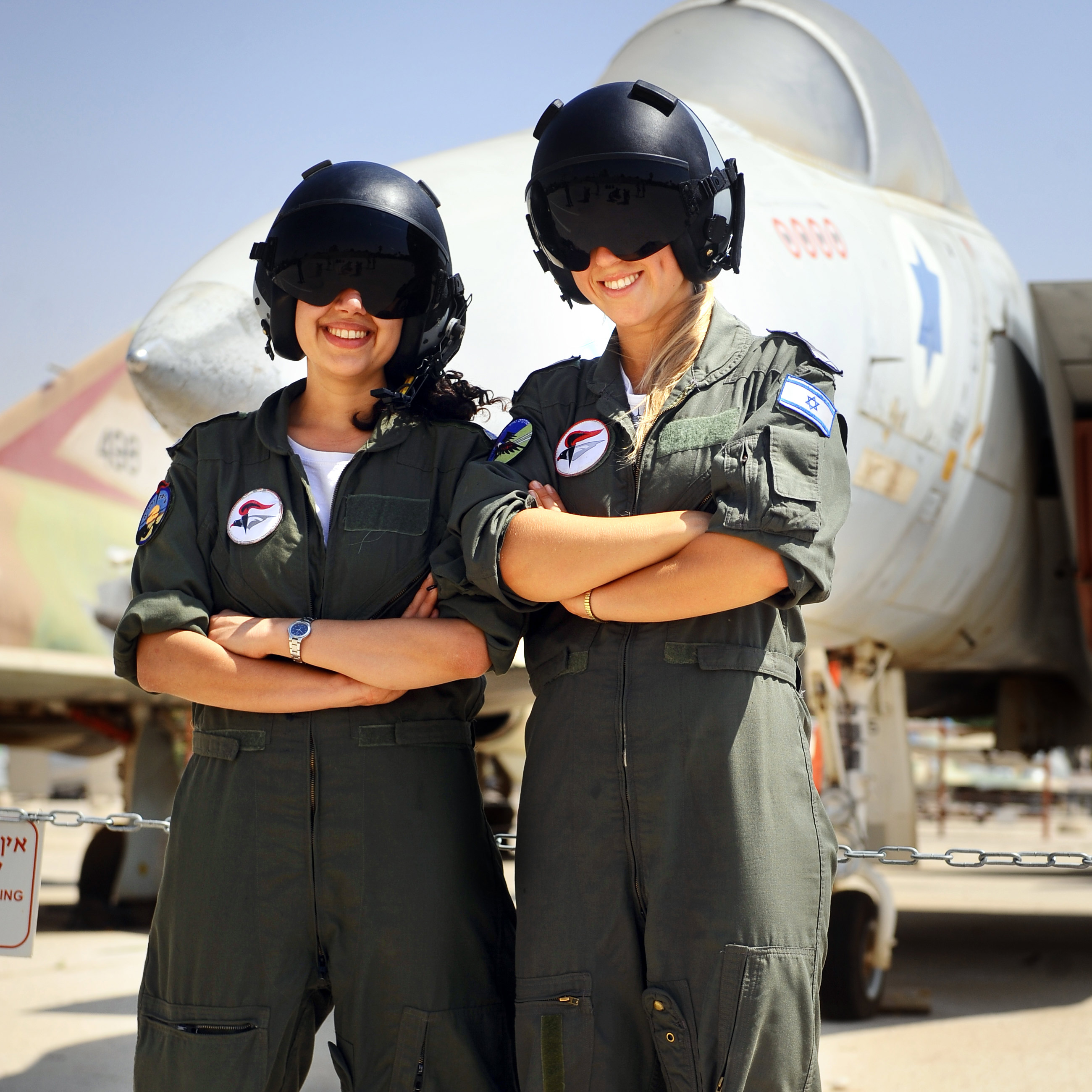
Женщины-пилоты ВВС Израиля
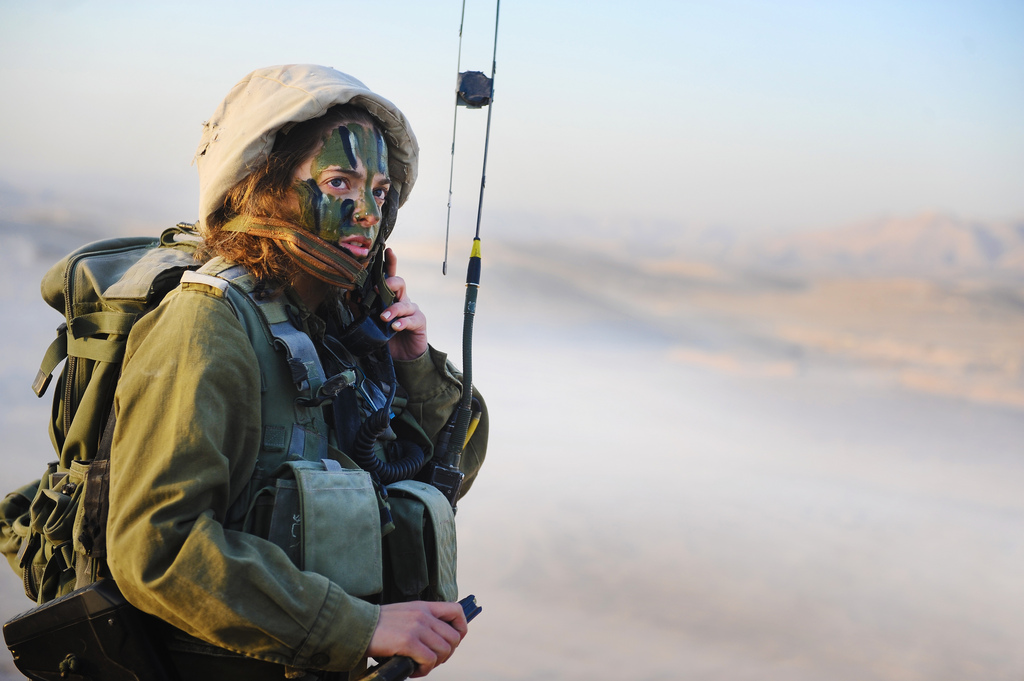
Военнослужащая батальона «Каракаль».

### КНДР
В КНДР женщины обязаны проходить службу в вооруженных силах по призыву с 2015 года. Они должны служить с момента окончания школы до достижения 23-летнего возраста. Многие женщины в вооруженных силах КНДР становятся жертвами сексуального насилия или домогательств.

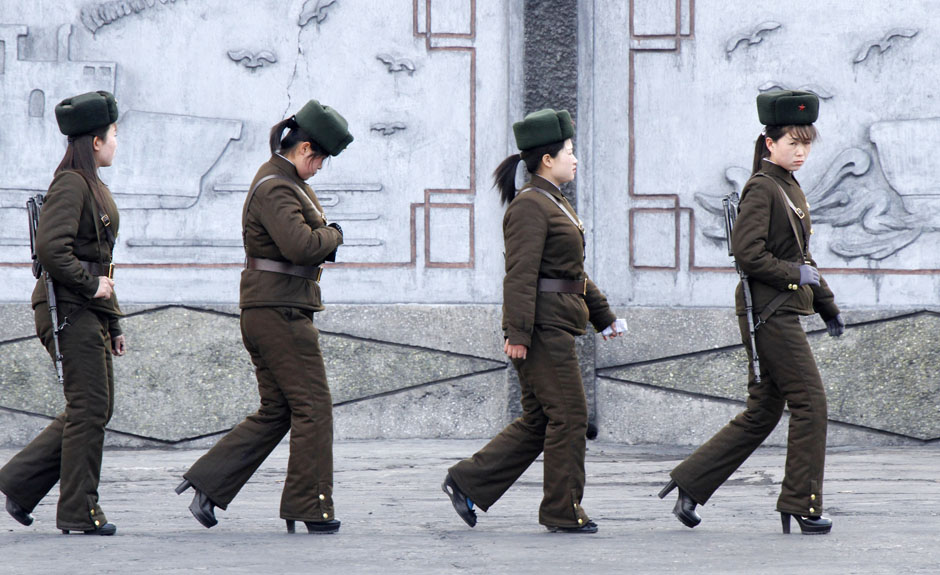
Женщины-военнослужащие ВС КНДР, 2013 год.
- Тренировка женского парадного расчёта в ВС КНДР, 2011 год.

### Другие государства, где существует воинская обязанность для женщин
В КНР призыв в вооруженные силы для женщин касается тех, кому 18–19 лет, кто окончил школу и соответствует требованиям по определенным военным специальностям. В Восточном Тиморе с 2020 года действует закон о призыве мужчин и женщин от 18 до 30 лет, однако пока неясно, как именно будет реализован этот закон.
Также призыв женщин на военную службу существует в Мьянме, в Эритрее, в Чаде, Гвинее-Бисау, Мали, Мозамбике, Кабо-Верде и Нигере. В Кот-д’Ивуаре тоже существует такая норма, но она фактически не применяется.